# 日曜版
日曜版（にちようばん）とは、新聞において、毎週原則として日曜日に発行する新聞のことを意味する。

## 欧米
欧米においては、一般の新聞は日曜日は休刊日に充てる場合が多いが、その新聞が日曜日には通常の内容とは異なる専用新聞を発行しており、本編に加え、ジャンル別の別刷り（二部紙）的な別冊記事も多数収録されている。
特に、タイムズの日曜版とされるサンデー・タイムズは、創刊当初はタイムズとは別だったが、1960年代にタイムズの傘下として運営されるようになって以後もタイムズとは一線を画した独自の編集路線を展開している。またそれ以外においても、高級紙（一般全国紙）の日曜版に「サンデー」の題名を入れていることが多い。
主な日曜新聞（カッコ内は平日版の題名）
- サンデー・テレグラフ（デイリー・テレグラフ）
- インデペンデント・オン・サンデー（インデペンデント）
- オブザーバー（ザ・ガーディアン）
- サンデー・ビジネス（フィナンシャル・タイムズ）
- メール・オン・サンデー（デイリー・メール）
- サンデー・エクスプレス（デイリー・エクスプレス）
- ニュース・オブ・ザ・ワールド→ザ・サン・オン・サンデー（ザ・サン）
- サンデー・ミラー（デイリー・ミラー）

## 日本
日本においては、一般の全国紙、ブロック紙を含む一部の地方紙で、本編と一緒に織り込む二部紙として別刷りで掲載している場合がほとんどである。特に1965年4月から、日曜付夕刊が完全廃止されるようになってからは、本編の増頁をしない代わり、別刷りの日曜版の拡充に努める新聞社が多く存在した。
主な日曜版
- 日曜版→Y&Y日曜版・テレビ→よみほっと（読売新聞）
- 朝日新聞グローブ（朝日新聞）

2011年4月より月曜日から移設、月2回=基本第1・3日曜。2022年4月に発行形態を別刷りから本紙中折り込み（2011年3月までの形態と同じ）に移行している。
- 日曜特集→日曜版（1965年1月改題）→日曜くらぶ（1975年4月改題）→毎日新聞Sunday（2021年7月改題）（毎日新聞）

2021年7月から、日曜日限定の横題字「毎日新聞Sunday」を採用、分冊ページ、すなわち「日曜くらぶ」で掲載されていた各種連載記事などを本編に掲載（一部は従来通り分冊）し、カラー増頁を図った。
- 日曜版→（一時撤退）→NIKKEI The Style（日本経済新聞　2017年3月創刊[5]　別冊ではなく本編に掲載　これとは別に土曜日に「日経プラス1」を二部紙として発行）
- サンデーファミリー→（1988年5月をもって一時撤退）→産経日曜版(開始年月不明)（産経新聞 前者は題字が「サンケイ」だった1988年5月まで掲載していた。いずれも別冊ではなく本体に掲載。現在、東京本社管内=東北・関東・信越・静岡県に限り、日曜日に週間テレビ番組表を別冊で掲載）
- 中日（東京新聞）サンデー版（中日新聞グループ各紙=中日新聞、北陸中日新聞、東京新聞）

なお日刊県民福井は日曜版別刷りはせず、月曜（原則）の朝刊に大図鑑、日曜朝刊に週間テレビガイドを本編に収録している。
- 日曜版（しんぶん赤旗 本紙とは別に独自に発行されている日曜週刊新聞）
- 日曜版（公明新聞 これも本紙とは別に独自に発行されている日曜週刊新聞）
- Sunday世界日報（世界日報 これも本紙とは別に独自に発行されている日曜週刊新聞）
過去
- 日曜版→（2002年3月をもって一時撤退）→be on sunday（2005年4月再開）→（2009年3月をもって一時撤退）（朝日新聞。「be」自体は現在も土曜日に掲載され、一時期は土・日の週末2日間連続掲載だったことがあった）
- Asahi+C（朝日新聞）

2012年10月より月2回=基本第2・4日曜、朝日新聞名古屋本社管内（東海3県（大阪管内の伊賀・東紀州エリア除く）と静岡県遠州灘地域（天竜川以西））限定。2016年3月をもって本紙（名古屋本社発行分）の特集面にリニューアル（火〜金・土・日曜日（2023年4月以降は、土・日曜日）に掲載）。